# عبد الله أوجلان
عَبْدُ اللهِ أُوجَلَان (بالكردية: عەبدوڵڵا ئۆجەلان، Ebdullah Ocelan) ويعرف باسم «آبو» (أورفة، 4 نيسان/أبريل 1948) هو مؤسس وأول قائد لحزب العمال الكردستاني عام 1978، وهو حزب يساري يسعى لشكل من الاستقلال عن السلطة وبناء مجتمع يصفهُ بأنه «بيئي ديمقراطي متحرر». بدأ الحزب نشاطاً عسكريا عام 1984 تخلله عدّة محاولات للسلام مع الحكومة التركية وللهدنة، إحداها في أغسطس 1998، وفي ذات الفترة انتقل أوجلان تحت ضغوط الحزب والحكومة التركية من منفاه في سوريا إلى روسيا ثم أيطاليا ثم اليونان ثم وصل إلى السفارة اليونانية في نيروبي في كينيا، حيث أعتقل وأرسل إلى تركيا في فبراير 1999 في عملية أثارت سخطا كرديا حول العالم وأنهت الهدنة الأخيرة، وحوكم أوجلان في تركيا في 28 إبريل 1999 بتهمة الخيانة العظمى لتركيا وفقا للمادة 125 لقانون العقوبات التركي. وقد حكم عليه بالإعدام في 29 يونيو 1999 لقيامه بتأسيس وإدارة منظمة ارهابية مسلحة. أعلن حزبه هدنة جديدة في 1 سبتمبر 1999 وانسحبت قواته من تركيا إلى شمال العراق، وخضع الحزب لتغييرات سياسية من ضمنها إعلان بنهاية الحرب والانتقال للعمل السياسي، وفي عام 2002، قامت تركيا بتحويل حكم إعدام أوجلان للسجن المؤبد ضمن سياسة إلغاء عقوبة الإعدام في تركيا، ومحاولة التلائم مع قوانين للاتحاد الاوروبي، وهو مسجون في سجن إمرالي الآن.

## سنواته الأولى
ولد عبد الله اوجلان في قرية عمرلي مركز خلفتي في شانلي أورفة. و درس في مدرسة اناضولو تابو وقاداستورو الثانوية في الفترة 1966 - 1968. وبدأ في عام 1969 العمل في مصلحة المساحة الموجودة في ديار بكر . ثم انتقل من الوظيفة التي في ديار بكر وذهب إلى إسطنبول وتولى إدارة مصلحة مساحة بكر قوي. التحق بكلية الحقوق في جامعة اسطنبول عام 1971، وتحوّل في نفس العام إلى كلية العلوم السياسية بجامعة أنقرة. بدأ نشاطه السياسي عضواً في شعبة جمعية ثوار الثقافة الشرقية في إسطنبول سنة 1970. و اهتم في عام 1971 عندما كان في انقرة بمنظمة جمعية الحقوق التركية الموجودة في رسوم ماهر تشايان. وفي أبريل 1972 قُبض عليه عندما كان يوزع منشورات مجموعة الفجر، وظل معتقلاً في سجن مامق العسكري سبعة أيام. وفي سنة 1975 أسس جمعية التعلم الديمقراطي العالي في أنقرة مع صديقه الذي كان طالباً لمجموعة ما. انتقلت الجمعية المؤسسة في أنقرة إلى جنوب شرق الأناضول خلال فترة قصيرة وبدأت نشاطات نشر الدعوة بين الشباب الموجودين في المنطقة. وكان من بين مؤسسي الجمعية كل من جميل بايق ودوران قالقان ورضا التون ومصطفى قاراسو الذين أصبحوا لاحقًا من مؤسسي حزب العمال الكردستاني، والموجودين في هيئة تنفيذ اتحاد أراضي كردستان في ذلك الوقت. وكان فيها أشخاص قضوا على حياة المنظمة مثل كمال بير ومظلوم دوغان وحاقي قارر وخيري دورمش. تزوج من كسير يلدرم في يوم 24 مايو 1978 وانفصل عنها بعد ذلك.

## زعامة حزب العمال الكردستاني
وفي 24 نوفمبر 1978 في قرية فس مركز ليجا في ديار بكر أسس منظمة باسم حزب العمال الكردستاني تعمل على جزء من أراضي تركيا وإيران والعراق وسوريا بهدف تأسيس دولة كردية مستقلة تعتمد مبادئ الماركسية اللينينية في المنطقة المسماة كردستان  والتي ادرجتها الولايات المتحدة الامريكية والاتحاد الأوروبي في قوائمها للمنظمات الارهابية بعد ذلك. بعد انقلاب 1980 في تركيا قتل 60 من رؤساء المنظمة وقبض على الكثير منهم، ولذلك فقد تراجعت قوة الحزب وانسحب إلى سوريا بعد قراره أن البقاء داخل حدود تركيا سيكون خطرًا، ومن هنا بدأ عبد الله اوجلان في هذه الفترة إدارة المنظمة.

## الاعتقال والمحاكمة
في عام 1998 كانت سوريا مضطرة لإخراج اوجالان من أراضيها نتيجه للضغوط التركية. اوجالان الذي عبر من سوريا إلى روسيا ومن هناك إلى إيطاليا وعندما أخرجته الحكومة الإيطالية اختبأ في السفارة اليونانية في كينيا وبعد أخرج من السفارة اليونانية الموجودة في كينيا ألقت وحدات أمن كينيا القبض عليه وجرى تسليمه يوم 15 فبراير 1999 إلى مسئولي الأمن التركي. نقل في يوم 16 فبراير 1999 بطائرة من قبل بوردو برليلر بقيادة انجين اولان. وقد اخرج جواز سفر لجمهورية قبرص وغيروا اسمه من اوجالان إلى لازاروس مافروس. وبعد وصوله إلي تركيا فقد تم احضارة في غارات للقوات البحرية التركية من قبل بوردو برليلر في مناصب بورصه وتم وضعه في سجن خاص في جزيرة امرالي. في 31 مايو 1999 قام اوجالان الذي بدات محاكمته في جزيرة امرالي الذي تم حبسه فيها بدفاع الاجرام وقد اعترف بتاسيسه لحزب العمال الكردستاني وبإدارته للمنظمه وقيادتها لها واستمرارية نشاطاتها تحت قيادته إلى اللحظة التي تم فيها القبض عليه. وقد تم التثبيت في اخر جلسه اجريت في 29 يونيو1999م بالمعلومات والأوامر التي أعطت والقرارات التي اتخذت بأن حزب العمال الكردستاني هو منظمة مسلحة تأسست من قبل محكمة أمن الدولة الثانية لأنقرة والتي حققت أنشطة لفصل جزء من الأراضي الموجودة تحت حاكميه الدولة عن إدارة الدولة. وقد تم الحكم علي عبد الله اوجالان بالإعدام اتفاقا. وتمت الموافقة عليه أيضا من قبل دائرة المحاكمات قسم العقوبات التاسع. وقد تم الإعلان في قرار حكم المحكمة التي لم ترى استفادة مسئوليه العقوبة من الأسباب التي خففت أو رفعت العقوبة التي نظمت في المادة التاسعة والخمسين لقانون العقوبات التركي بسبب قوة وكثرة واستمراريه أنشطة اوجالان وتسبب في قتل آلاف الناس من طفل وعجوز وشاب وامراه وبسبب تكوينه خطرا جديا علي البلاد بشكل عام. وقد تمت الموافقة على قرار الإعدام الذي أصدرته المحكمة من قبل ديوان المحاكماتمحكمة النقض في 25 نوفمبر1999م، ولكن لم يتم احضاره إلى مكان عقوبه الإعدام. فهو يستلقي حبسه في سجن إمرالي لان عقوبه الإعدام قد تم رفعها بالقوانين الملائمه للاتحاد الأوروبي. ووفقا لخبرا كان في عام 2001 فإن اوجالان قداتخذ موقفا فرديا مضادا لأكل اللحوم وقال بانه نباتي. ولكت لم تحصل علي معلومات كافيه لكون اوجالان نباتيا إلى الآن أو لا.

## جوائزه وترشحاته

### جوائزه
قد تهادي اوجلان لوحه تذكاريه بسبب المناقشة التي قدمها ضد الاستعمار والإمبريالية في مؤتمر الحزب الشيوعي الثالث لافريقيا الجنوبيه. قداعطت جمعيه طلاب جامعه ستريثيسد الموجودة في اسكوتشيا جائزة عضويه رئيس الي عبد الله اوجالان، وقد أخذ جيلان باغيريانق الجائزة لعضويه امرالي حيتي بحفله نُظِّمَت في 20 يونيو 2015م، وقد تم اعطاء نفس الجائزة أيضا الي نيلسون مانديلا في عام 1984م

### الترشحات
ترشح اوجلان للحزب الشيوعي الأوكراني في عام 2000م من اجل جائزة ستالين.

## كتبه
- اوجلان

طريق الثورة الكردستانيه (بيان) _نشريات ويشنن_الطبعة الخامسه _يونيو1993م
- كتابات مختارة_مجلد1 _نشريات ميلسا _اكتوبر1992م _إسطنبول.
- كتابات مختارة _مجلد2_نشريات زاجروس _أبريل 1993م.
- تقرير سياسي _نشريات زاجورس_ أبريل 1993م.
- بيان الحل الديمقراطي في المشكله مم_إسطنبول_يونيو1999ممم_إسطنبول_يونيو1999م.الكرديه_نشريات *الحضارة الديمقراطية من دوله سومر راهب _مجلد1 _نشريات ميزوبوتميا _كولن_ مارس 2002م. *الحضارة الديمقراطية من دوله سومر راهب _مجلد2 _كولن _مارس 2002م.
- مناقشه السلطة وسلوك الثوري الديمقراطي في كردستان الجنوبيه _وشانن سيرسوبين 127_مارس 2003م. *دفاع شعب _وشانن سيرسوبين 135_ يونيو 2004م _نشريات اتشتن _ إسطنبول.
- بيان المجتمع الديمقراطي _دار نشر ميزوبوتيما _يونيو2009م. *امل السلام_نشر اتشتن باصن _2005م _إسطنبول.
- لغه وفعل الحقيقة _نشريات ارام _إسطنبول.
- الإصرار في الإنسان المصر في الاشتراكية_نشريات ارام _1999م. *ادب الفن والتثقيف الكردي _نشريات اتشتن _2003م _إسطنبول.
- التاريخ مخفي في يومنا ونحن مختفون في بدايه التاريخ _نشريات ارام _2000م_ إسطنبول.
- التقريرالسياسي الذي قدم الي المؤتمر السابع لحزب العمال الكردستاني _نشريات مم_ إسطنبول. *كيف تجب الحياه _مجلد1,2 _نشريات مم _2001م _إسطنبول. *نحو السلام _نشريات ارام _2000م _إسطنبول.
- ثورة اجتماعيه وحياه جديدة_نشريات اتشتن باصن _2005م

## دعوة للهدنة
أطلق أوجلان عبر محاميه إبراهيم بيلمز دعوة لوقف إطلاق النار في أيلول/سبتمبر 2006 في مسعى للمصالحة مع تركيا. في هذه الدعوة، طلب أوجلان من حزبه عدم استخدام السلاح إلاّ في الدفاع عن النفس وركّز على ضرورة إنشاء علاقات جيدة مع الشعب الكردي التركي والحكومة التركية وفي مارس 2013 دعا اوجلان مقاتلي حزبه إلى وقف إطلاق النار ضد الحكومة التركية وسحب مقاتليه من تركيا إلى شمال العراق 

## وصلات خارجية
- عبد الله أوجلان على موقع IMDb (الإنجليزية)
- عبد الله أوجلان على موقع الموسوعة البريطانية (الإنجليزية)
- عبد الله أوجلان على موقع مونزينجر (الألمانية)
- عبد الله أوجلان على موقع إن إن دي بي (الإنجليزية)